# Кари Арнасон (футболист, 1944)
Кари Арнасон  (исл. Kári Árnasson; род. 25 февраля 1944 года) — исландский футболист, выступал за клуб «ИБА», а также национальную сборную Исландии. 
Среди прочих играл в двух матчах квалификационного футбольного турнира к Олимпиаде 1968 года против любительской сборной Испании в 1967 году. В первом матче, который был сыгран в Исландии, он вышел на замену на 40-й минуте, матч завершился со счётом 1:1. Во втором матче, который был сыгран в Испании, он вышел в стартовом составе как правый полузащитник. к перерыву, счёт был 2:1 в пользу Испании, во второй половине, Эйлейвюр Хафстейнссон сравнял счёт, после чего Арнансон вывел сборную Исландии вперёд, однако за тем Исландия пропустили три мяча. Итоговый счёт 5:3 в пользу Испании.
На клубном уровне выступал за клуб «ИБА», к основному составу которого присоединился в 1960 году. В чемпионате Исландии 1968 года он был одним из четырёх лучших бомбардиров первенства, в том же году он был признан лучшим игроком Исландии. Завершил карьеру игрока в 1976 году.

## Голы за сборную
| Гол | Дата         | Место проведения | Соперник | Гол | Счёт | Статус матча               |
| --- | ------------ | ---------------- | -------- | --- | ---- | -------------------------- |
| 1.  | 22 июня 1967 | Мадрид, Испания  | Испания  | 3–2 | 3–5  | Отборочный матч на ОИ-1968 |